# Скошево (Західнопоморське воєводство)
Скошево (пол. Skoszewo) — село в Польщі, у гміні Волін Каменського повіту Західнопоморського воєводства.
Населення — 164 особи (2011).
У 1975-1998 роках село належало до Щецинського воєводства.

## Демографія
Демографічна структура станом на 31 березня 2011 року:
|          | Загалом | Допрацездатний вік | Працездатний вік | Постпрацездатний вік |
| -------- | ------- | ------------------ | ---------------- | -------------------- |
| Чоловіки | 84      | 19                 | 55               | 10                   |
| Жінки    | 80      | 18                 | 43               | 19                   |
| Разом    | 164     | 37                 | 98               | 29                   |